# 第6戦車大隊

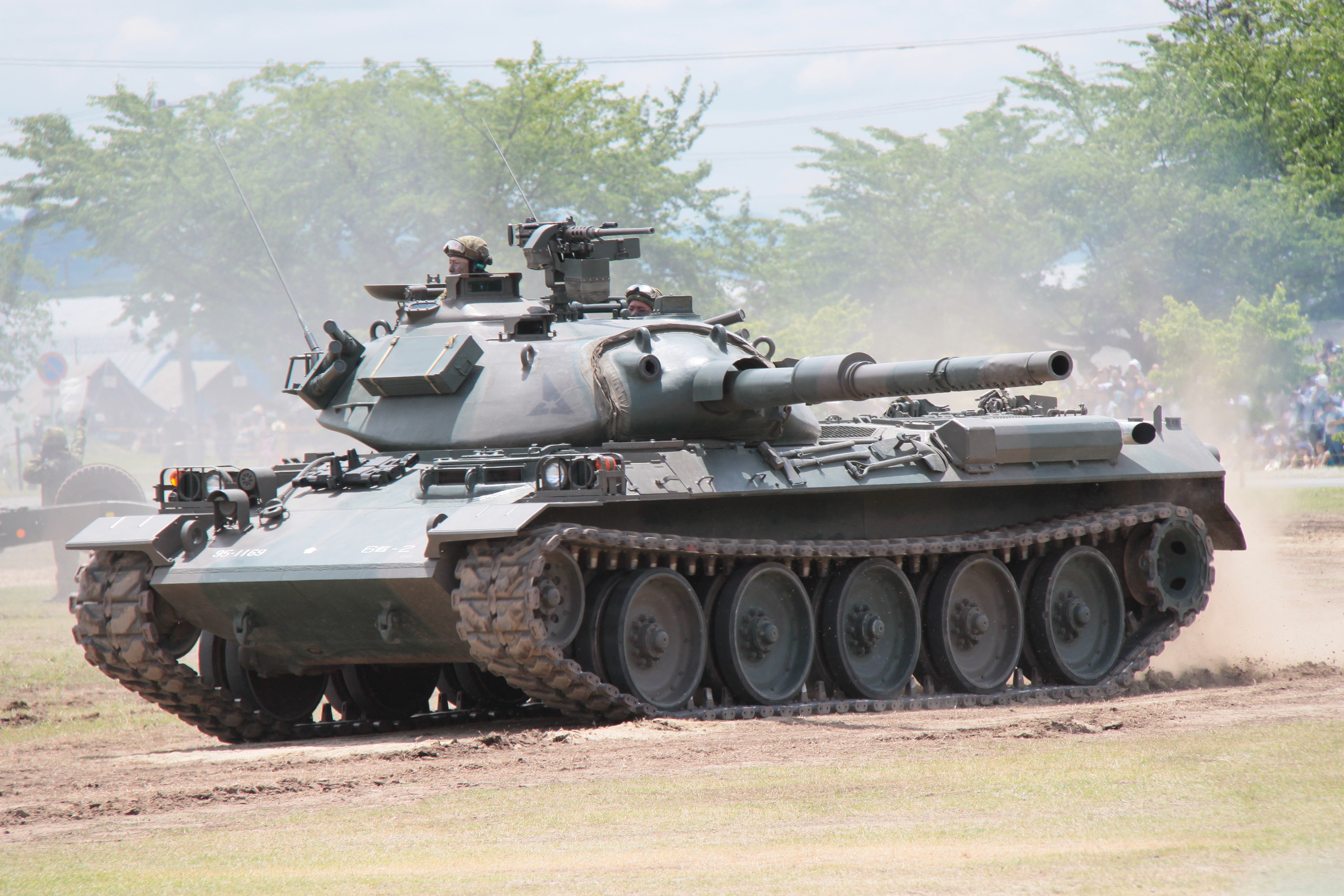
第6戦車大隊所属の74式戦車

第6戦車大隊（だいろくせんしゃだいたい、英語：JGSDF 6th Tank Battalion）は、陸上自衛隊大和駐屯地（宮城県黒川郡大和町）に駐屯していた第6師団隷下の機甲科部隊で2019年 （平成31年）3月25日に廃止され、第22即応機動連隊機動戦闘車隊に改編された。

## 概要
第6戦車大隊長は2等陸佐が充てられ、大和駐屯地司令を兼務していた。
部隊マークは、数字の”6”を矢尻のようにデザインされたものである。74式戦車の導入時に制定された部隊マークである。当時は赤と白の組み合わせで、3桁の車体番号を書いていたが、廃止当時は番号もなくなり黒一色となっていた。
2019年（平成31年）3月25日付で部隊廃止となり、第22即応機動連隊の機動戦闘車隊に改組されたが、移駐等は無く引き続き大和駐屯地に所在している。大和駐屯地司令職務は第6偵察隊長に移管された。

## 沿革
第6特車大隊
- 1954年（昭和29年）
  - 9月25日：相馬原駐屯地に所在の相馬原特別訓練隊により第6特車大隊が編成。
  - 10月10日：相馬原駐屯地から福島駐屯地に移駐。
- 1956年 （昭和31年）3月31日：福島駐屯地から大和駐屯地に移駐｡

第6戦車大隊
- 1962年（昭和37年）
  - 1月18日：第6戦車大隊に称号変更（2個戦車中隊基幹）。
  - 8月15日：第3戦車中隊を新編。
- 1970年（昭和45年）3月10日：第6師団の甲師団への改編に伴い、第4戦車中隊を新編｡
- 1991年（平成03年）3月29日：戦車北転事業の影響により第4戦車中隊が廃止。
- 1999年（平成11年）3月29日：コア部隊として第4戦車中隊が再編。
- 2006年（平成18年）3月27日：即応近代化改編により第3戦車中隊、第4戦車中隊を廃止[1]｡後方支援体制変換に伴い、整備部門を第6後方支援連隊第2整備大隊戦車直接支援隊へ移管。
- 2018年（平成30年）8月7日：大和駐屯地において16式機動戦闘車入魂式を実施[2][3]。
- 2019年 （平成31年）3月25日：第6戦車大隊（大和駐屯地）を廃止[4] 。第22即応機動連隊機動戦闘車隊に改編（駐屯地司令職務は第6偵察隊に移管）。

## 廃止時の部隊編成
- 第6戦車大隊本部
- 本部管理中隊「6戦-本」：16式機動戦闘車、96式装輪装甲車
- 第1戦車中隊「6戦-1」：74式戦車、16式機動戦闘車
- 第2戦車中隊「6戦-2」：74式戦車、16式機動戦闘車

## 整備支援部隊
- 第6後方支援連隊第2整備大隊戦車直接支援隊「6後支-2整-戦」（大和駐屯地）：2006年（平成18年）3月27日から2019年（平成31年）3月25日の間。

## 主要幹部
| 代 | 氏名                 | 在職期間                                                    | 前職                                             | 後職                                    |
| -- | -------------------- | ----------------------------------------------------------- | ------------------------------------------------ | --------------------------------------- |
| 01 | 伊藤常男             | 1954年09月25日 - 1957年08月11日                             |                                                  |                                         |
| 02 | 相原貞重             | 1957年08月12日 - 1960年10月09日                             | 陸上自衛隊富士学校勤務                           | 陸上自衛隊富士学校勤務                  |
| 03 | 小部喜久             | 1960年10月10日 - 1962年07月31日                             | 陸上自衛隊富士学校勤務                           | 陸上自衛隊富士学校付                    |
| 04 | 首藤高見             | 1962年08月01日 - 1966年03月15日                             | 陸上自衛隊業務学校                               | 陸上自衛隊富士学校勤務                  |
| 05 | 寒河江智             | 1966年03月16日 - 1967年07月16日 ※1967年07月01日 1等陸佐昇任 | 陸上自衛隊幹部学校勤務 （2等陸佐）               | 陸上自衛隊富士学校機甲科教育部 戦術班長 |
| 06 | 吉井忠               | 1967年07月17日 - 1970年03月15日                             | 陸上自衛隊幹部候補生学校勤務                     | 陸上自衛隊富士学校学校教官              |
| 07 | 野田敏士             | 1970年03月16日 - 1972年03月15日 ※1972年01月01日 1等陸佐昇任 | 陸上自衛隊幹部候補生学校勤務 （2等陸佐）         | 第1機甲教育隊長                         |
| 08 | 小田安生             | 1972年03月16日 - 1973年07月15日 ※1973年01月01日 1等陸佐昇任 | 第8師団司令部第3部長 （2等陸佐）                 | 第39普通科連隊長 兼 弘前駐とん地司令    |
| 09 | 柴田清隆             | 1973年07月16日 - 1976年07月15日                             | 第12師団司令部付                                 | 第1戦車団本部勤務                       |
| 10 | 柚木文夫             | 1976年07月16日 - 1977年07月31日 ※1977年07月01日 1等陸佐昇任 | 防衛大学校勤務 （2等陸佐）                       | 陸上自衛隊富士学校学校教官              |
| 11 | 大島義久             | 1977年08月01日 - 1979年07月31日                             | 第1教育団本部勤務                                | 第1教育団本部勤務                       |
| 12 | 斎藤晴之             | 1979年08月01日 - 1981年07月31日                             | 陸上自衛隊高射学校勤務                           | 陸上自衛隊富士学校学校教官              |
| 13 | 竹家良輔             | 1981年08月01日 - 1984年03月15日                             | 防衛大学校勤務                                   | 陸上自衛隊冬季戦技教育隊長              |
| 14 | 北村英雄             | 1984年03月16日 - 1986年07月31日 ※1986年01月01日 1等陸佐昇任 | 陸上自衛隊幹部学校                               | 陸上自衛隊富士学校学校教官              |
| 15 | 堀隆吉               | 1986年08月01日 - 1989年03月15日                             | 陸上自衛隊富士学校勤務                           | 陸上自衛隊幹部候補生学校勤務            |
| 16 | 徳永育郎             | 1989年03月16日 - 1991年07月31日                             | 陸上自衛隊富士学校勤務                           | 陸上自衛隊東北地区補給処企画室長        |
| 17 | 大沼主税             | 1991年08月01日 - 1993年07月31日                             | 陸上自衛隊富士学校勤務                           | 陸上自衛隊幹部学校勤務                  |
| 18 | 平川眞士 （1等陸佐） | 1993年08月01日 - 1995年03月27日                             | 陸上幕僚監部付                                   | 東北方面総監部防衛部訓練課長            |
| 19 | 渡邊正二 （1等陸佐） | 1995年03月28日 - 1997年03月25日                             | 第1機甲教育隊長                                  | 東部方面総監部総務部総務課長            |
| 20 | 工藤敏生 （1等陸佐） | 1997年03月26日 - 1999年03月22日                             | 陸上自衛隊富士学校勤務                           | 第1機甲教育隊長                         |
| 21 | 小森谷博             | 1999年03月23日 - 2002年03月21日 ※1999年07月01日 1等陸佐昇任 | 陸上自衛隊幹部学校勤務                           | 通信団本部付 →2002年6月26日 定年退官    |
| 22 | 福山義久 （1等陸佐） | 2002年03月22日 - 2004年03月22日                             | 装備実験隊第6実験科長                            | 西部方面総監部装備部後方運用課長        |
| 23 | 田中一二             | 2004年03月23日 - 2005年08月25日 ※2005年01月01日 1等陸佐昇任 | 陸上幕僚監部防衛部防衛課勤務 （2等陸佐）         | 陸上自衛隊幹部学校付                    |
| 24 | 小和瀬一             | 2005年08月26日 - 2006年08月03日 ※2006年01月01日 1等陸佐昇任 | （2等陸佐）                                      | 陸上自衛隊幹部学校付                    |
| 25 | 森博史               | 2006年08月04日 - 2008年07月31日 ※2007年07月01日 1等陸佐昇任 | 防衛大学校助教授 （2等陸佐）                     | 陸上自衛隊富士学校主任教官              |
| 26 | 阿部昌平             | 2008年08月01日 - 2010年07月31日 ※2010年07月01日 1等陸佐昇任 | 陸上自衛隊研究本部勤務 （2等陸佐）               | 第5旅団司令部第3部長                    |
| 27 | 諏訪国重 （1等陸佐） | 2010年08月01日 - 2011年11月30日                             | 陸上幕僚監部装備部装備計画課勤務                 | 陸上幕僚監部人事部募集・援護課 援護班長 |
| 28 | 北崎直弥             | 2011年12月01日 - 2013年07月31日 ※2012年07月01日 1等陸佐昇任 | 技術研究本部技術開発官（陸上担当）付 （2等陸佐） | 陸上自衛隊富士学校機甲科部 研究課長     |
| 29 | 甲田宏               | 2013年08月01日 - 2015年07月31日 ※2015年07月01日 1等陸佐昇任 | 陸上自衛隊富士学校機甲科部 （2等陸佐）           | 第2陸曹教育隊長                         |
| 30 | 大西弘城             | 2015年08月01日 - 2017年07月31日                             | 第2戦車連隊副連隊長 （2等陸佐）                  | 陸上自衛隊富士学校機甲科部              |
| 未 | 本吉幸則             | 2017年08月01日 - 2019年03月25日                             | 陸上自衛隊富士学校勤務                           |                                         |

## 廃止時の主要装備
- 74式戦車
- 16式機動戦闘車
- 96式装輪装甲車
- 高機動車
- 1/2tトラック／73式小型トラック
- 1 1/2tトラック／73式中型トラック
- 3 1/2tトラック／73式大型トラック
- 89式5.56mm小銃
- 01式軽対戦車誘導弾
- 91式携帯地対空誘導弾

### 過去の装備
- M24軽戦車
- M41軽戦車
- 61式戦車
- M3A1装甲車
- 60式装甲車
- 73式装甲車
- 64式7.62mm小銃
- 11.4mm短機関銃M3A1

## 警備隊区
大和町、大郷町、富谷市、色麻町、加美町、大衡村